# Église Saint-Aubin de Bernières-Bocage
L'église Saint-Aubin est une église catholique en ruine située à Juaye-Mondaye, en France.

## Localisation
L'église est située dans le département français du Calvados, dans l'ancienne commune de Bernières-Bocage, commune intégrée au territoire de la commune de Juaye-Mondaye créée en 1857 par la fusion de trois communes, Juaye, Bernières-Bocage et Couvert.

## Historique
La seigneurie de Bernières est possédée par les Pelvey, qui sont seigneurs de Juaye,.
L'église est datée par Arcisse de Caumont de la seconde moitié du XIIe siècle et de la première moitié du XIIIe siècle.
La tour est édifiée plus tard, aux XIVe siècle-XVe siècle selon Arcisse de Caumont.
Le cimetière autour de l'édifice comporte la sépulture d'un ancien maire décédé en 1837,.
L'église est abandonnée quand la commune de Bernières-Bocage fusionne pour former Juaye-Mondaye.
Les édifices passent dans le patrimoine de la commune en 1905 à la suite de la loi de séparation des Églises et de l’État.

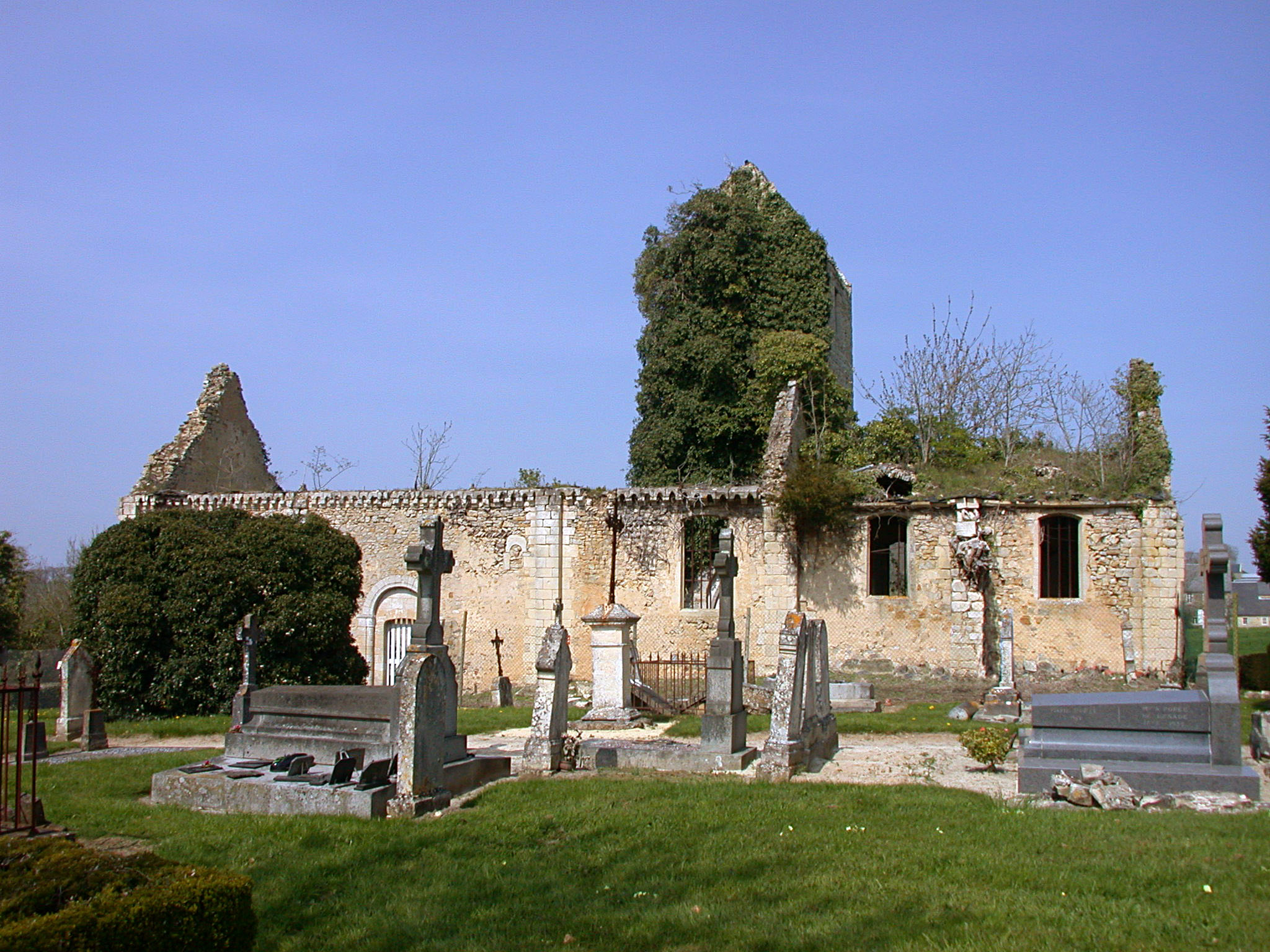
L'édifice en 2010, avant les travaux de restauration.

La préservation des églises de la commune est assurée par une association locale, créée en 1997 sur proposition du maire de la commune. Des travaux ont pu avoir lieu, avec le soutien de la Fondation du patrimoine.

## Architecture
L'église Saint-Aubin est « un édifice de transition »,.

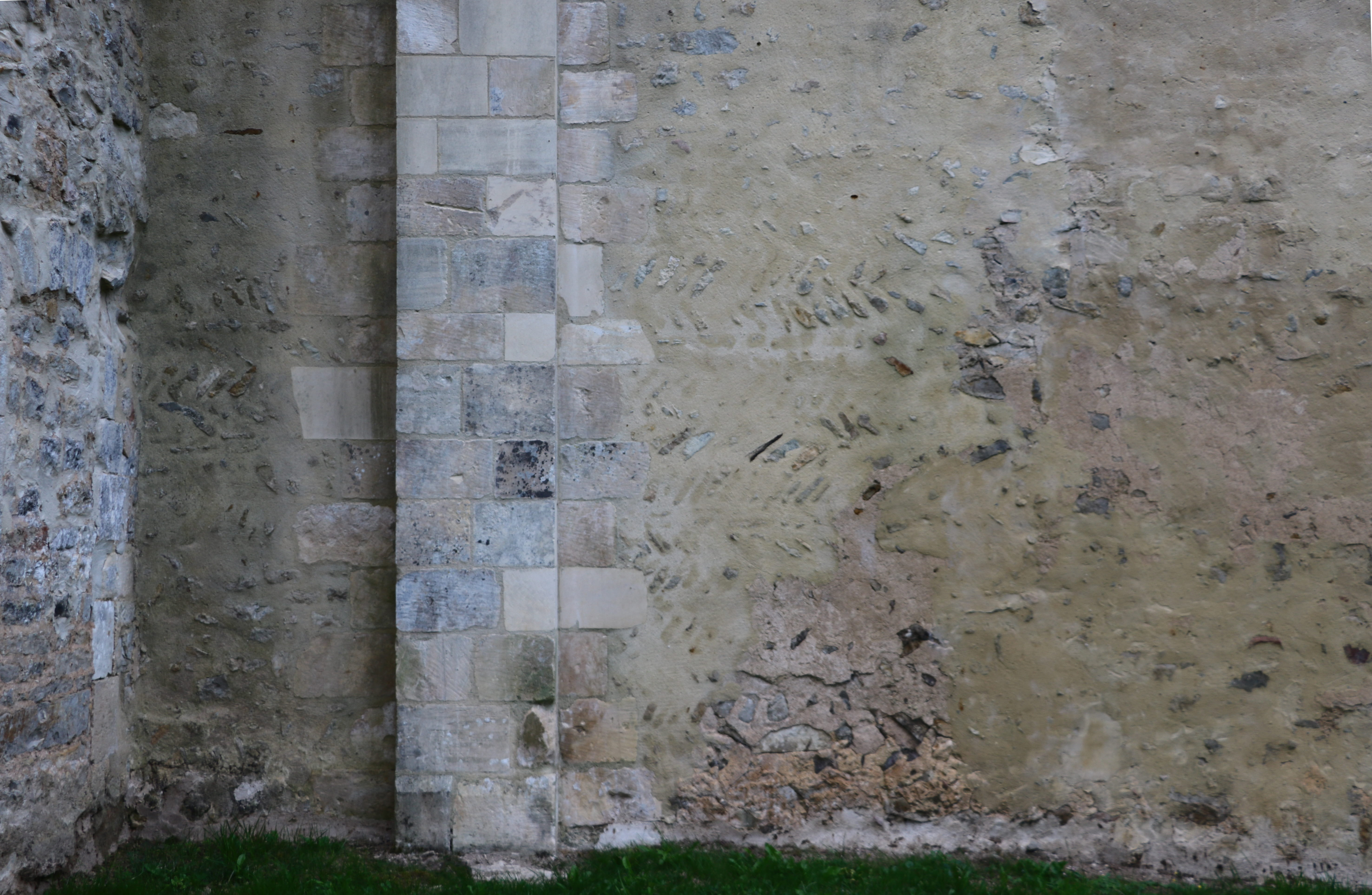
éléments de la nef en opus spicatum.

Les corniches et fenêtres sont qualifiées de « modernes » par Arcisse de Caumont. Le côté nord conserve des modillons à cette date ainsi qu'une fenêtre bouchée.
Les murs de la nef conservent des portions en opus spicatum.